# Perin del Vaga
Pour les articles homonymes, voir Bonaccorsi.
Piero di Giovanni Bonaccorsi, dit Perino del Vaga ou Perin del Vaga (Florence, 23 juin 1501 – Rome, 19 octobre 1547), est un peintre italien, élève à Florence de Ridolfo del Ghirlandaio et collaborateur de Raphaël à Rome, peintre et dessinateur important de la période transitoire marquant la fin de Renaissance et le début du maniérisme
Pour Giuliano Briganti, Perino se distingue « ... de ses collègues du cercle raphaélesques par une fantaisie plus vive, par une façon de faire plus fantaisiste et bizarre, par son style cursif, déformé en modules d'une élégance exaspérée qui s'éloigne bientôt du Raphaélisme statique et classique ».
Perin del Vaga, comme Jules Romain, ne se soucie pas de maintenir l'harmonie et l'équilibre laissés par Raphaël mais, en surmontant définitivement le naturalisme du XVe siècle, il essaie de remplir au mieux son nouveau rôle de peintre de cour avec des formes qui rendent la décoration plus brillante afin de la charger d'un contenu intellectuel et d'accentuer sa fonction symbolique. Ainsi, dans les décorations génoises, Andrea Doria ne peut pas seulement être un amiral, mais doit devenir Neptune, Charles Quint doit être au moins Jupiter, tandis que dans les décorations du château Saint-Ange Perin del Vaga fragmente le récit en entassant les personnages dans des murs sans perspective d'arrière-plans et de paysages, comme pour étouffer l'observateur sous la surabondance de ses symboles.

## Biographie

### Débuts

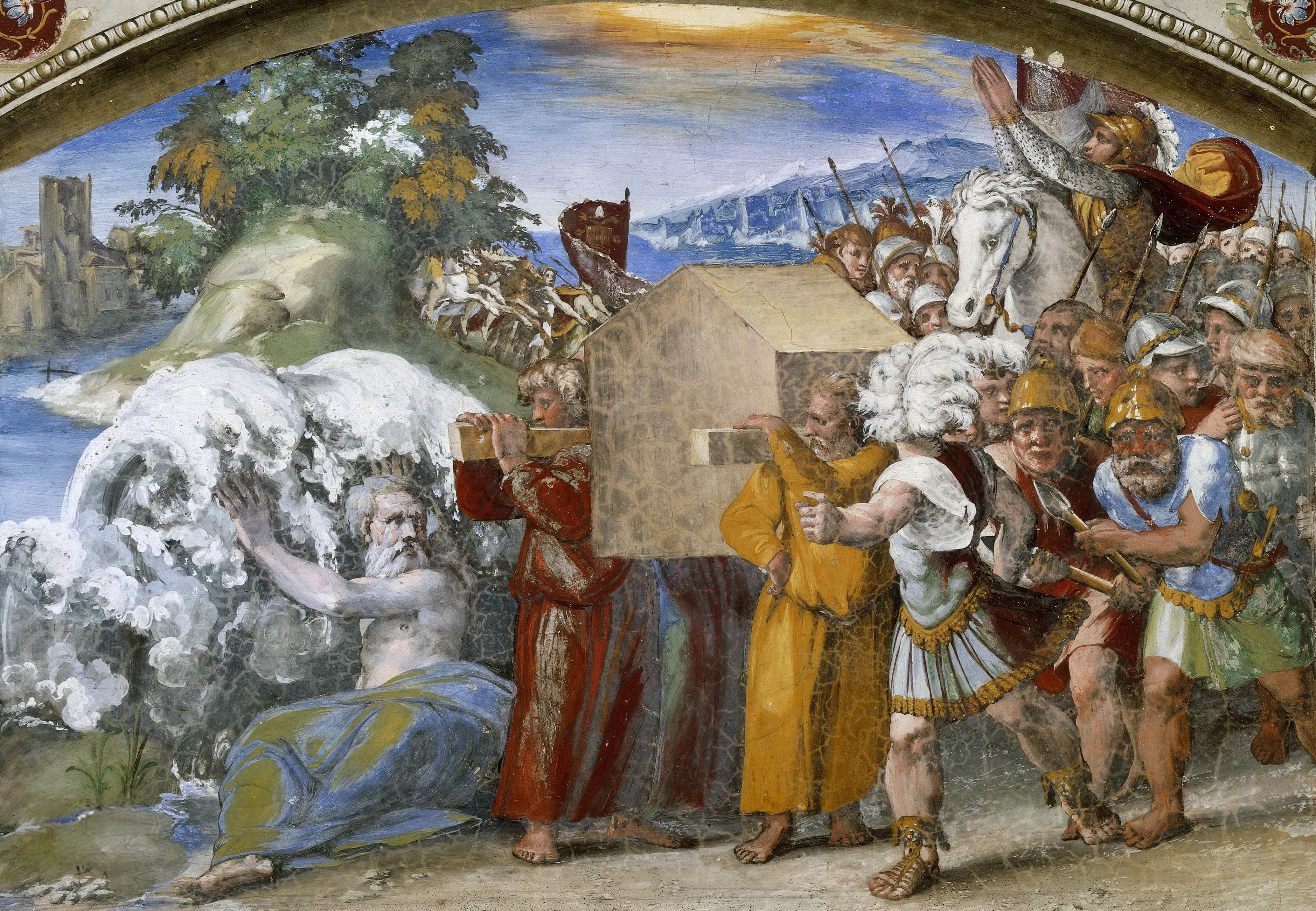
Hébreux passant le Jourdain avec l'Arche sainte, Loggia de Raphaël.

Piero di Giovanni Bonaccorsi, orphelin de mère à deux mois et bientôt abandonné par son père à ses proches, est confié par eux comme apprenti au modeste peintre florentin Andrea de' Ceri qui à son tour, lorsqu'il a onze ans, juge préférable de le confier à Ridolfo del Ghirlandaio. Il aurait copié au dessin des œuvres de Michel-Ange.
Prêté à un modeste peintre du nom de Vaga, qui a un atelier près de Rome, pour l'aider à achever un important travail, il est alors amené par lui à Rome et recommandé à ses amis romains pendant son absence ; depuis lors, il prend le nom de Perino (ou aussi Perin) del Vaga. Devenu ami de Jules Romain et de Giovan Francesco Penni, il entre en 1517/1518 dans l'atelier de Raphaël ; il s'occupe principalement de la décoration des Loges vaticanes où, sous la direction de Giovanni da Udine, il travaille le stuc et peint des grotesques et des scènes à partir des cartons de Raphaël ; selon Vasari, des histoires de la Loggia de Raphaël lui sont attribuées « ... où les Hébreux passant le Jourdain avec l'Arche sainte, La Chute des murs de Jéricho et les épisodes suivants ; par exemple, celui où Josué arrête le soleil [...]  Le Sacrifice d'Abraham, La Lutte de Jacob avec l'Ange, La Rencontre de Joseph avec ses douze frères, et  Le Feu qui descend du ciel pour brûler les fils de Lévi. La Nativité, Le Baptême du Christ et la Cène, trois ouvrages superbes, sans compter, sous les fenêtres, comme on l'a dit, les meilleures scènes peintes en camaïeu imitant le bronze ». La galerie, longue de 65 mètres, actuellement à l'intérieur des musées du Vatican, est divisée en treize travées, dans chacune desquelles il y a quatre histoires peintes, en tout 48 représentations tirées de l'Ancien Testament et 4, dans la treizième travée, du Nouveau Testament, dans des cadres en stuc décorés de grotesques. Polidoro da Caravaggio, Jules Romain, Giovan Francesco Penni, Giovanni da Udine et Perin y ont interprété les inventions graphiques de Raphaël avec une histoire rapide, anecdotique et brillante.
Il peint à fresque les murs de la salle du palais Baldassini appartenant au juriste et conseiller papal Melchiore Baldassini : dans des pilastres et des niches, il peint des exemples historiques de vertus civiques et des figures d'anciens savants, selon la tradition des hommes illustres qui remonte à Andrea del Castagno. La Justice de Zaleucos, aujourd'hui au musée des Offices, a été détachée en même temps que la fresque de Tarquin l'Ancien qui fonde le temple de Jupiter capitolin, lors de la restauration du palais Baldassini en 1830, et est conservée aux Offices depuis 1880. Achevée vers 1525, cette décoration fait partie des premiers travaux qu'il réalise seul.
Une Déposition, dans la basilique de la Minerve, est peinte à fresque à cette époque. Elle est gravement endommagée quelques années plus tard par l'une des fréquentes crues du Tibre (deux fragments, le Bon Voleur et le Mauvais Voleur, sont conservés dans la Royal Collection au château de Hampton Court), alors qu'elle était sur un autel de l'église Santo Stefano del Cacco : « ... il fit sur un autel pour une noble romaine une Pietà, où l'on voit le Christ mort sur les genoux de la Vierge, avec le portrait d'après nature de cette dame qui parait encore vivante ».

### Florence et retour à Rome

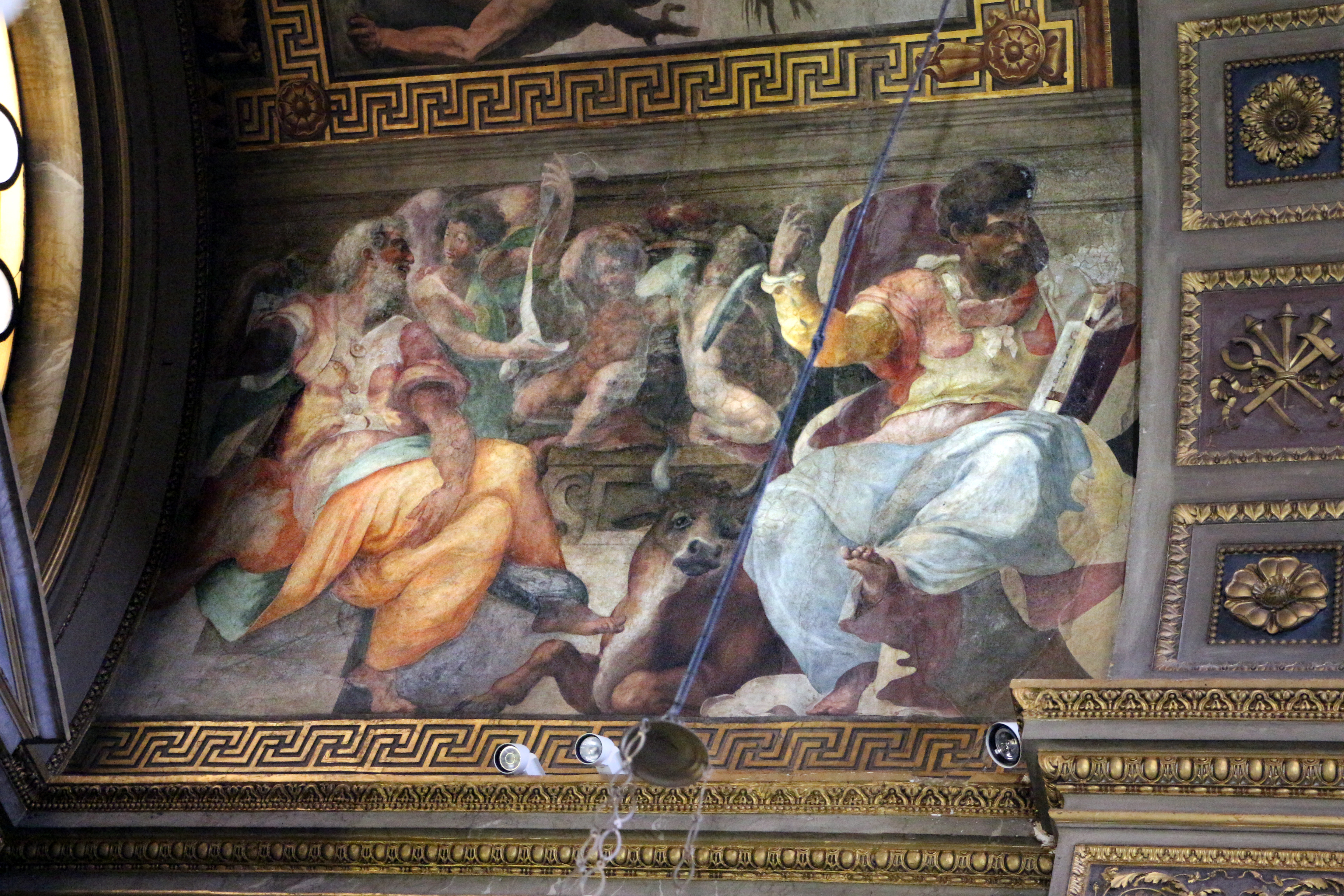
Les Évangélistes Matthieu et Luc, voûte de San Marcello al Corso (Rome), 1525-1527, terminée par Daniele da Volterra.

En raison d'une épidémie de peste qui éclate à Rome, il s'installe à Florence en 1523, où il rencontre Rosso Fiorentino et découvre les œuvres de Pontormo ; il peint le monochrome avec Le Passage de la mer Rouge, aujourd'hui à la pinacothèque de Brera à Milan, pour le chapelain de Saint-Laurent, prêtre boiteux et grand ami des artistes, Raffaello di Sandro, « ... une scène en camaïeu couleur bronze ... Perino donna aux personnages de belles attitudes : les uns nagent en armure, d'autres nus, d'autres s'accrochent au cou de leurs chevaux et, cheveux et barbes trempés, nagent en criant leur peur de mourir et en cherchant à s'échapper... ».
Dans la chapelle Brancacci, peinte à fresque par Masolino da Panicale et Masaccio dans l'église Santa Maria del Carmine, il prépare la fresque d'un Saint André, mais termine le seul carton, tandis que pour la Compagnia dei Martiri, une association d'artistes de Camaldoli, il prépare le carton du Martyre des Dix Mille (aujourd'hui à l'Albertina à Vienne) qui devait être la préparation de la fresque de la façade du siège de la Compagnie.
De retour à Rome en 1525, il épouse Caterina Penni, sœur du peintre Giovan Francesco et, avec Giovanni da Udine, décore la voûte de la Sala dei Pontifici au Palais du Vatican.
Il peint à fresque la voûte de la chapelle du Crucifix dans l'église San Marcello al Corso de 1525 à 1527, commandée par les frères de l'Ordre des Servites de Marie. Il rencontre de nombreux obstacles, dus à la maladie et au manque de fonds, lorsque le Sac de Rome advient en 1527, « ...et la ruine de Rome qui entrainèrent la mort de nombreux artistes et la destruction ou le vol de quantité d'œuvres d'art. Dans cette tourmente, Perino qui avait une femme et une petite fille qu'il portait à travers Rome en courant partout pour la sauver, fut malheureusement pris et conduit en prison pour payer une rançon, triste aventure qui faillit le rendre fou. »
Avec le drame du sac de Rome, les élèves de Raphaël se dispersent : Perino à Gênes, Polidoro da Caravaggio à Naples et en Sicile, Giovanni da Udine dans sa patrie ; avec Rosso Fiorentino, Le Primatice et Nicolò dell'Abbate en France, ils ont répandu la langue de Raphaël et Michel-Ange, le maniérisme, d'abord en Italie puis dans toute l'Europe.

### Période génoise

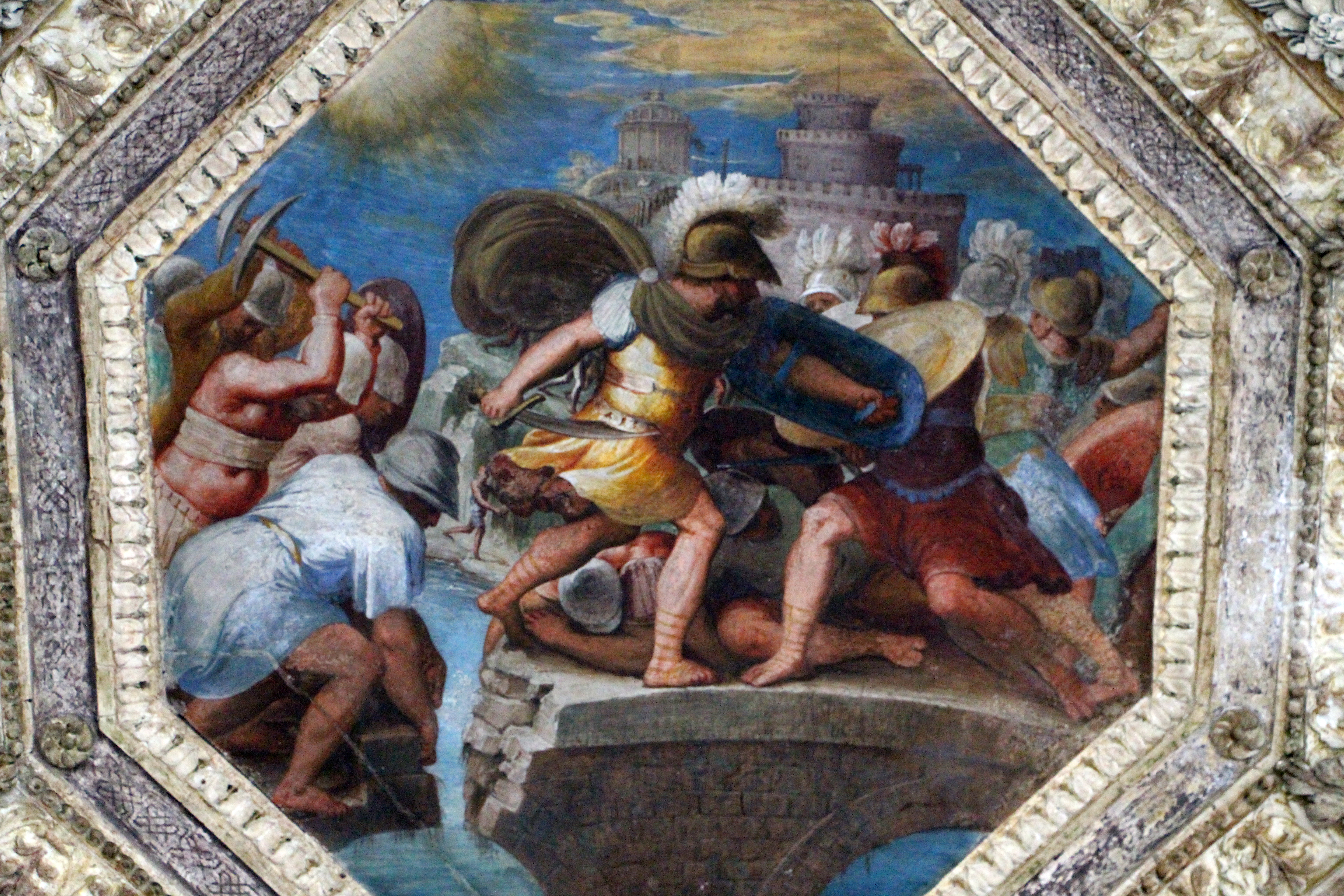
Voûte de la Loggia des Héros, Villa del Principe.

En 1528, Nicola Veneziano, au nom d'Andrea Doria, chef de la république de Gênes, amiral de Charles Quint et prochain prince de Melfi, l'invite à entrer au service de la famille génoise : il « ... prit ses dispositions pour laisser à Rome sa femme et sa petite fille, bien entourées par ses parents et, le tout arrangé, se rendit à Gênes. » Il y conçoit la décoration architecturale et la décoration de fresques et de stucs de la Villa del Principe d'Andrea Doria à Fassolo, où travaillent également Domenico Beccafumi et Le Pordenone et où en 1533 est accueilli Charles Quint, pour qui il crée, d'abord en Italie, des décorations triomphales éphémères ; il dessine aussi des tapisseries, des meubles, des drapeaux, du mobilier de marine, les objets raffinés de l'artisanat d'art « mineur ».
Dans la Villa del Principe à Gênes, tout vise à l'exaltation du client, représenté dans une fresque perdue comme Neptune, des anciens, et de Charles Quint lui-même, l'investigateur du sac de Rome, qui est désormais symbolisé par Jupiter qui combat les géants rebelles. Les fresques les plus connues et les plus importantes sont La Lutte entre les Dieux et les Géants, Orazio Coclite défend le pont et La Forteresse de Muzio Scevola, tandis que Le Naufrage d'Enée n'existe plus ; Vasari a décrit les pièces comme suit : 

« à l'entrée du palais du prince, il y a une porte en marbre d'ordre dorique, construite avec les dessins et modèles donnés par Perino... Passée la porte, la voûte du vestibule est couverte de stuc avec des scènes et des grotesques... Les parois sont ornées jusqu'au sol de portraits de tous les capitaines de la famille Doria, vivants ou disparus, les uns d'après nature, les autres imaginés ; ils sont représentés assis, armés, et au dessus d'eux, en grosses lettres d'or, on lit : Magni viri, maximi duces, optima fecere pro patria... La voûte de la première salle, ... est ornée de stucs magnifiques ; aux angles et au milieu figure la scène du Naufrage d'Enée, des figures nues, vivantes ou mortes, en des poses variées. Parmi les nombreux bateaux et galères, les uns sont intacts, les autres fracassés par la tempête ... Dans l'autre salle, il orna la voûte de fresques et de stucs, selon un parti voisin, avec Jupiter foudroyant les Géants, la plupart nus, plus grands que nature, très beaux. Dans le ciel, il peignit tous les Dieux qui, effrayés par le fracas du tonnerre, font toutes sortes de gestes très vivants, appropriés à leur caractère... On ne peut imaginer la vérité, la beauté, l'abondance et la variété des figures, des guirlandes, des animaux et des grotesques, tous d'une grande invention »

— Giorgio Vasari, Les Vies, Livre VII, p. 251-253.
Pour l'église génoise San Francesco di Castelletto, il peint une Madone et des saints, maintenant dans l'église San Giorgio à Bavari et une Nativité pour Santa Maria della Consolazione, maintenant à la National Gallery of Art, où il combine son raphaélisme de base avec le maniérisme florentin contemporain, livrant un modèle de réflexion artistique à l'école naissante de peinture génoise. Enfin, un Retable de saint Michel daté de 1535 est conservé dans l'église San Michele Arcangelo à Celle Ligure.

### Derniers ouvrages romains

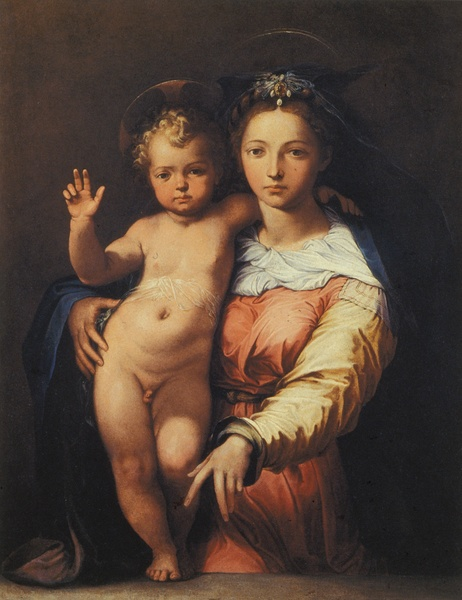
Vierge à l'Enfant, vers 1535-1540, Florence, galerie des Offices.

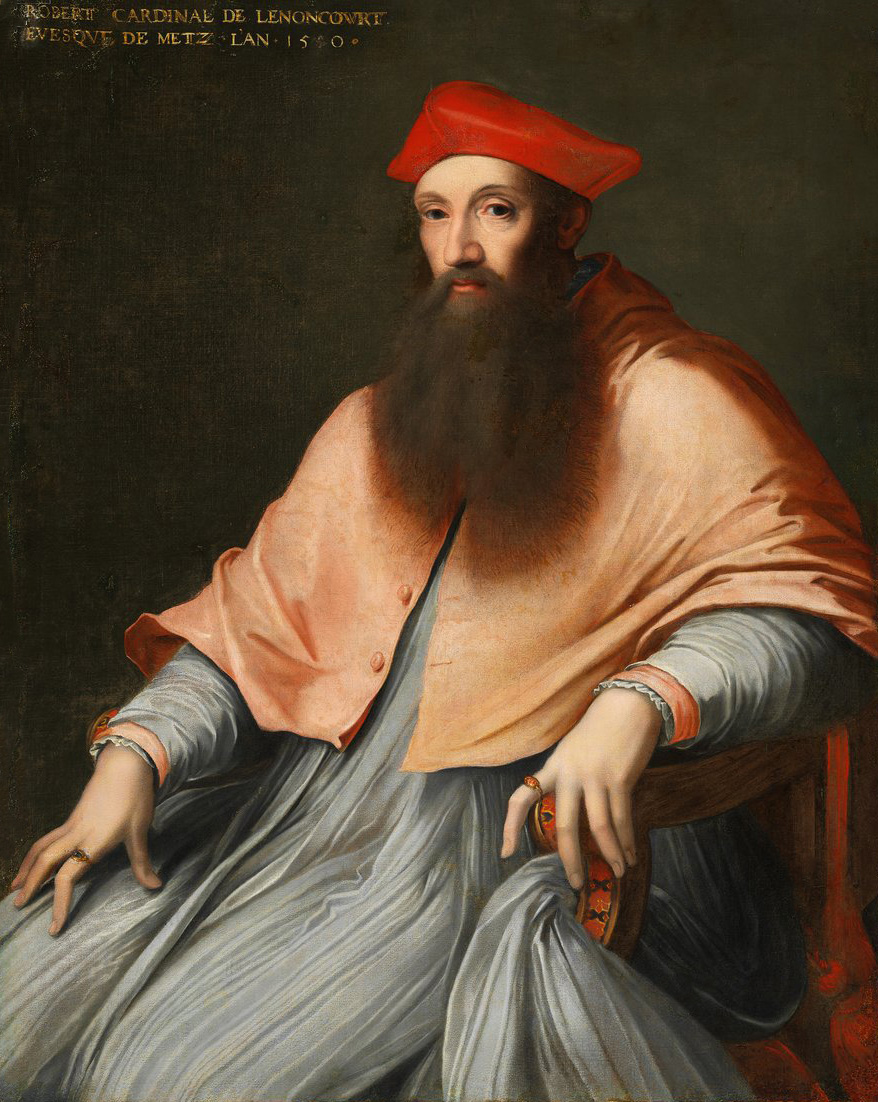
Portrait du cardinal Reginald Pole, vers 1537, Saint-Pétersbourg, musée de l'Ermitage, attribué à Perin.

Entre-temps, en 1537, il achète une maison à Pise pour y déménager sa femme de Rome et s'y installer lui-même une fois les commandes génoises terminées, mais en 1539, il s'installe définitivement à Rome, où il peint les fresques avec des Histoires du Christ dans la chapelle Massimo de l'église et couvent de la Trinité-des-Monts, tous détruits, sauf La Résurrection de Lazare, maintenant au Victoria and Albert Museum de Londres, « que l'on voit revenir à la vie, encore marqué de la pâleur de la mort ; tout autour de lui, des personnages défont ses bandelettes, les uns émerveillés, les autres stupéfaits ».
Favori du pape Paul III Farnèse, qui lui attribue une pension mensuelle de vingt-cinq ducats, et de son neveu cardinal, il peint en 1541 en faux marbre, avec des bas-reliefs grotesque, le bas de la Chambre de la Signature au palais du Vatican. Pour le cardinal Alexandre Farnèse, il dessine des objets somptuaires et des décors de théâtre.
Il confie les décorations des églises San Giuseppe a Ripa, San Bartolomeo all'Isola et San Salvatore in Lauro à l'atelier ; sur la façade de la dernière, son élève Girolamo Siciolante da Sermoneta représente une Annonciation.
En 1542, Paolo III fait restaurer le château Saint-Ange par les architectes Raffaello da Montelupo et Antonio da Sangallo le Jeune, architecte en chef de la fabrique de la basilique Saint-Pierre à partir de 1520. La décoration des pièces est confiée à Perino et Luzio Luzi da Todi, avec la collaboration de Livio Agresti de Forlì. Il réalise alors ses œuvres principales, avec les peintures du plafond de la Sala Regia au Vatican et les tableaux des appartements du pape au château Saint-Ange. Il est aidé par un groupe de jeunes peintres parmi lesquels Pellegrino Tibaldi qui à sa mort complétera la Salle Pauline.
Dans la Salle Pauline, antichambre des personnalités reçues par le pape, Perin crée, entre 1545 et 1547, au sein de fausses colonnes ioniques, des Scènes de la vie d'Alexandre le Grand et de l'histoire romaine, alternant avec des personnages de Justice, Constance, Force et Prudence ; sur un socle, figurent une frise de cariatides et de sujets mythologiques ; au centre de deux murs opposés, il peint la figure de l'archange Michel, saint patron du château, et de l'empereur Hadrien - le château Saint-Ange ou Mausolée d'Hadrien, est le monument funéraire de l'empereur romain - terminé après sa mort par Daniele da Volterra qui fut son élève quelque temps à Rome.
Dans la salle de Persée, il identifie Paul III, l'adversaire de Martin Luther, avec le héros mythologique qui lutte contre les ténèbres et peint des couples de jeunes femmes nues près de licornes, symboles de pureté et emblèmes héraldiques du gouverneur du château Tiberio Crispo. Les panneaux comportent plusieurs épisodes et le dispositif décoratif de festons, d'angelots et de guirlandes se prolonge jusqu'au récit. Dans la salle de Psyché, il raconte ce mythe dans une frise qui court sous le plafond décoré de lys et avec les armoiries papales au centre.
C'est son dernier ouvrage : Vasari rapporte que, rongé par l'asthme et la blennorragie, « ... un soir, alors qu'il parlait à un ami près de chez lui, l'apoplexie l'emporta à l'âge de quarante-sept ans ».
Il repose au Panthéon de Rome, au côté de son maître Raphaël, dans la chapelle San Giuseppe avec cette épitaphe : « Perino Bonaccursio Vagae florentino, qui ingenio et arte singulari egregios cum pictores permultos, tum plastas easy omnes superavit, Catherina Perini époux, Lavinia Bonaccursia parents, losephus Cincius socero charissimo et optimo fecere . Vixit annos 46, menstruations 3, meurt 21. Mortuus 14 Calendis Novembris Anno Christi 1547 ».
À partir de 1545, il réalise des travaux qui, avec le lien étroit des différentes scènes et leur encadrement architectonique peint, s'inscrivent dans le système de décoration du maniérisme.

## Œuvres
Autriche

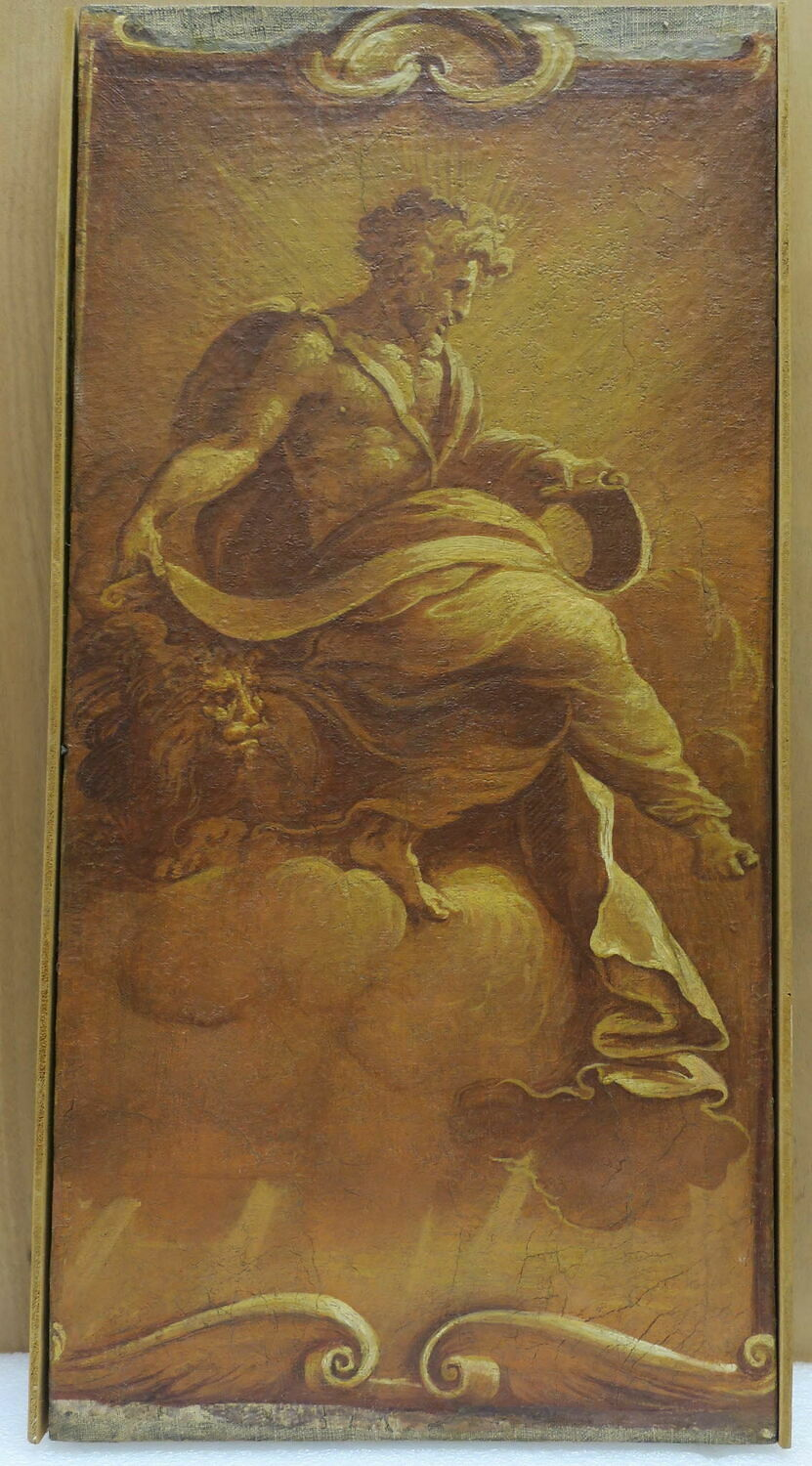
Saint Marc, musée des Beaux-Arts de Chartres.

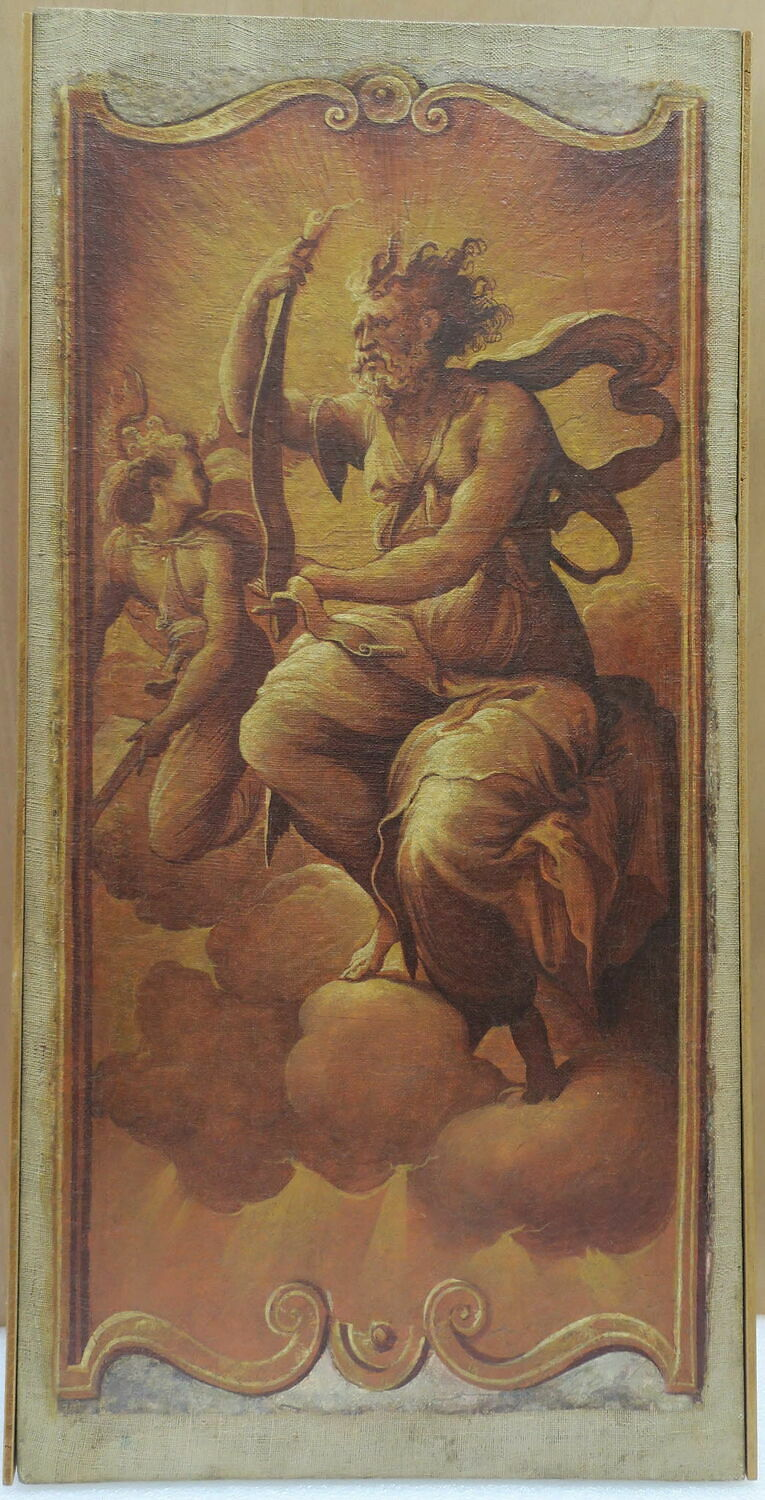
Saint Mathieu, musée des Beaux-Arts de Chartres.

- Vienne, musée Liechtenstein : Sainte Famille.

États-Unis
- Washington (district de Columbia), National Gallery of Art : Nativité, 1534.

France
- Chartres, musée des Beaux-Arts
  - Saint Mathieu, fresque transposée sur toile 76 × 37 cm, dépôt du musée du Louvre (inv. 809 ; B 120)[9] ;
  - Saint Marc, fresque transposée sur toile 67 × 34,5 cm, dépôt du musée du Louvre (inv. 808 ; MR 540) [9].
- Gray (Haute-Saône), musée Baron-Martin : Les Muses et les Piérides, dessiné et gravé par Boucher-Desnoyer Auguste, 34 × 59 cm.
- Beaux-Arts de Paris, Études anatomiques de jambes[10], sanguine et plume, encre brune, 29 × 27 cm. Au verso : études anatomiques de jambes à la plume, encre brune. Ce dessin est un simple exercice sur le motif. Il n'a pas été à ce jour rapproché d'un projet plus abouti. On peut supposer qu'il était destiné à illustrer un traité de médecine ou de chirurgie[11].

Italie
- Celle Ligure, église San Michele Arcangelo : Polyptyque de Saint Michel, 1535 ;
- Florence, musée des Offices : Tarquin le Superbe fondant le temple de Jupiter Capitolin ; La Justice de Zaleucos, vers 1521.
- Gênes :
  - Palazzo Rosso : Vierge à l'Enfant, Saint Joseph et Saint Jean ;
  - Villa del Principe : La Chute des Géants, 1531-1533.
- Lorette, musée pontifical de la Sainte Maison de Lorette :La Vierge et l'Enfant, San Giuseppe et San Giovannino.
- Rome :
  - Château Saint-Ange, Salle d'Apollon : fresques ;
  - Église San Marcello al Corso, quatrième chapelle à droite : Création d'Ève ; Les Évangélistes Marc et Jean, 1524-1527 ;
  - Basilique Santa Maria in Domnica, vers 1514, plafond de la nef centrale : frise à motifs héraldiques
  - Basilique Sainte-Marie-du-Trastevere, chapelle del Coro d'Inverno : Madonna di Strada Cupa, huile ;
  - Église et couvent de la Trinité-des-Monts, chapelle Pucci: Histoires de l'Ancien et du Nouveau Testament, fresques, 1529 ;
  - Église Santo Stefano del Cacco : Christ en pietà ;
  - Galerie Borghèse : Vierge à l'Enfant ; Sainte Famille
  - Palais Colonna : Saint Julien l'hospitalier ;
  - Galleria Spada : Maquette du dos du Le Jugement dernier (Michel-Ange), 1542 ;
  - Palais Baldassini, premier étage : frise avec des épisodes de l'histoire ancienne et des animaux imaginaires ;
  - Palais de la Chancellerie : Salle d'étude de l'appartement du cardinal, fresques à motifs décoratifs sur la voûte ;
  - Palais Massimo alle Colonne : frise avec Histoires de l'Enéide et stucs du Salon Céleste ;
  - Palais Montecitorio, Madone, vers 1535.
- Cité du Vatican, musées du Vatican :
  - Appartements Borgia, Sala dei Pontifici: stucs et fresques avec Giovanni da Udine ;
  - Loggia de Raphaël : Histoires de Josué ; Histoires de David ; Histoires de Salomon ; Histoires du Christ, 1517-1519 ;
  - Sala Regia : stucs de la voûte en berceau ;
  - Salle de la Signatura : lambris sous la La Dispute du Saint-Sacrement de Raphaël.

Royaume-Uni
- Château de Hampton Court, Royal Collection : Le Méchant Larron ; Le Bon Larron, fragments, vers 1520-1525
- Londres, Courtauld Gallery : Sainte Famille avec Saint Jean Baptiste, 1528-1537

## Interprétation en gravure
- Les Trois Déesses, gravure de Philippe Trière d'après Perin del Vaga (Victoria and Albert Museum, Londres).